# Französische Tamariske
Die Französische Tamariske (Tamarix gallica) ist eine Pflanzenart aus der Gattung der Tamarisken (Tamarix) in der Familie der Tamariskengewächse (Tamaricaceae).

## Beschreibung

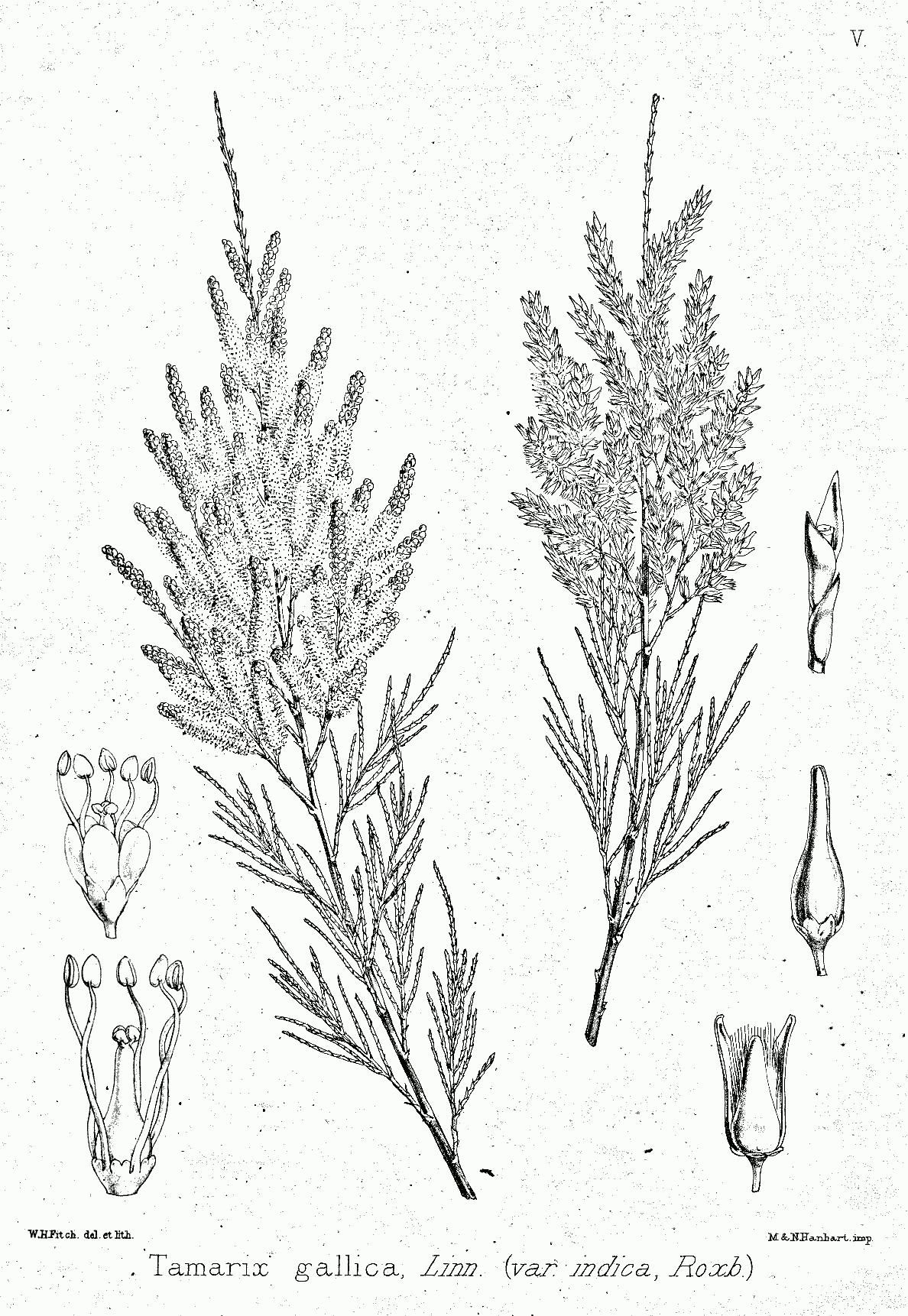
Illustration aus D. Brandis: Illustrations of the Forest Flora of North-West and Central India, 1874

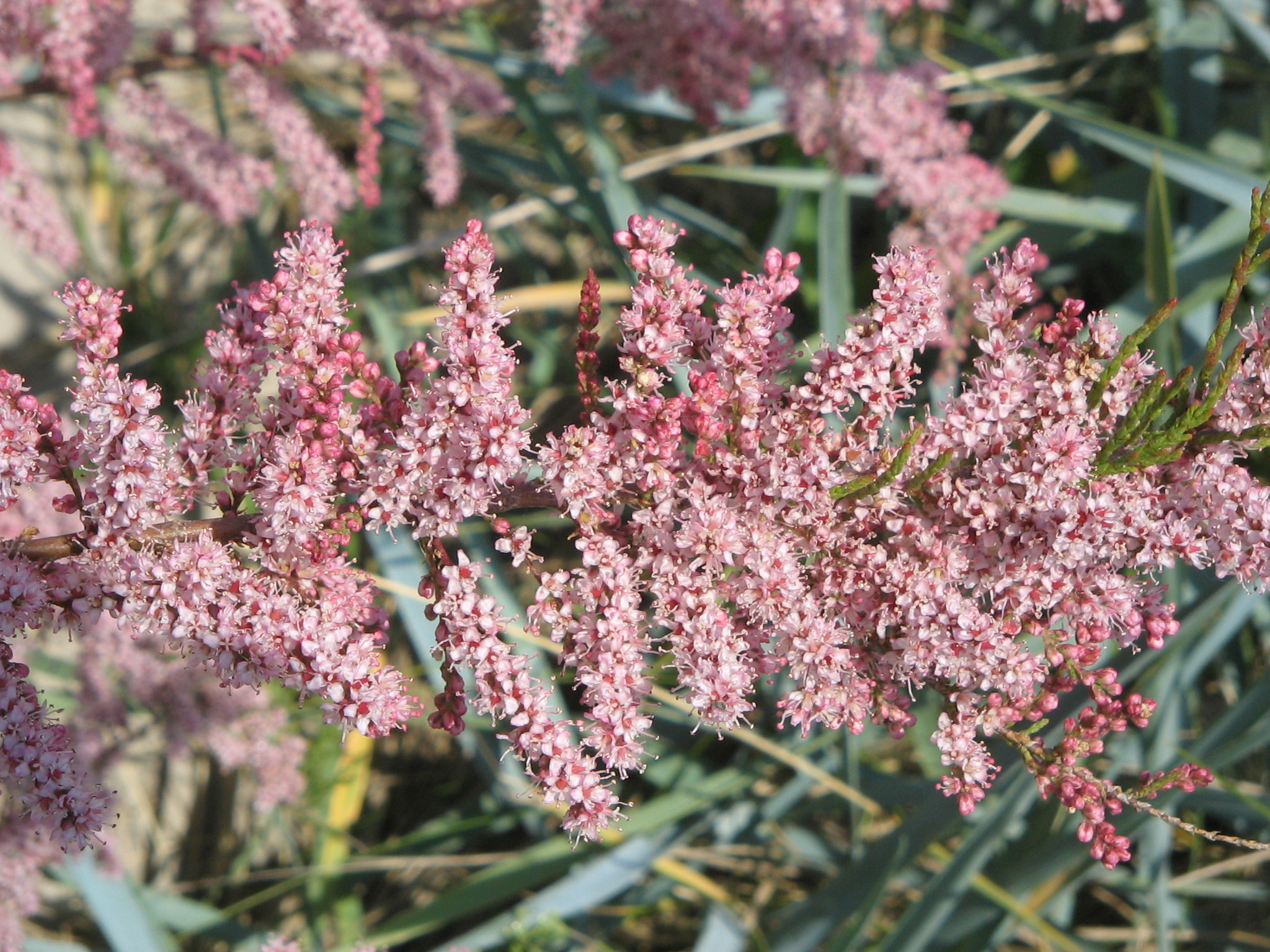
Blütenstände am Zweig

### Vegetative Merkmale
Die Französische Tamariske ist ein mehr oder weniger papillöser, immergrüner Strauch oder Baum und erreicht Wuchshöhen von 2 bis 4, selten bis zu 10 Metern. Der Stamm ist aufrecht und stark verzweigt, seine Rinde ist dunkelbraun bis purpurfarben. Die Äste sind rutenförmig, bogig ausgebreitet und reich verästelt. Die Zweige sind fein gestreift und aufrecht bis schräg abstehend.
Die Laubblätter haben die Form von Schuppen und sind dicht schraubig angeordnet. An jungen Zweigen überdecken sie sich dachziegelartig. Sie messen 1 bis 3 × 0,5 bis 1 Millimeter und sind meist anliegend, sitzend, einfach und schmal-eiförmig bis eilanzettlich, mit spitzem oberen Ende. Sie sind leicht gekielt, an der Basis sind sie schneidig bis stängelumfassend, kahl, grau- bis blau-grün gefärbt und haben einen häutigen Rand sowie zahlreiche Drüsen, die kraterförmig vertieft sind. Sie werden oft als Windschutz gepflanzt.

### Generative Merkmale
Die Blütezeit reicht von Juni bis August. Die kurz gestielten Blüten sitzen einzeln in den Achseln von lang zugespitzten, schmal-eiförmigen Tragblättern an einjährigen Zweigen und bilden dichte, 1 bis 4 Zentimeter lange, ährige, traubige Teilblütenstände, zusammen häufig auch rispenförmige Gesamtblütenstände. Die zwittrigen Blüten sind fünfzählig, rosafarben bis weiß und haben einen Durchmesser von 2 bis 3 Millimetern. Die Kelchblätter sind am oberen Ende zugespitzt, eiförmig bis lanzettlich und 0,5 bis 1,3 Millimeter lang. Die fünf Kronblätter sind am oberen Ende rund, verkehrt-eiförmig, 2 bis 3,5 Millimeter lang und abfallend. Die Staubblätter sind am Grund verwachsen, haben rosa Staubbeutel und haben fast die gleiche Länge wie die Krone. Der Fruchtknoten ist oberständig mit kurzen, genäherten Griffeln. Es ist ein Diskus vorhanden.
Die bei Reife hellrosafarbene Kapselfrucht ist bei einer Länge von 3 bis 4 Millimetern schmal-kegelförmig, dreiklappig und enthält viele Samen. Die kleinen Samen weisen einen langen, fedrigen Haarschopf auf und werden durch den Wind ausgebreitet.
Die Chromosomenzahl beträgt 2n = 24.

## Wirt
Die Französische Tamariske ist Wirt für die beiden Rüsselkäferarten Coniatus tamarisci und Coniatus repandus. Beide fressen an Knospen, Blättern, Blüten und beißen junge Triebe ab.

## Vorkommen
Die Französische Tamariske (lateinisch tamariscus) kommt im westlichen Mittelmeerraum sowie vom nordwestlichen Frankreich bis Sizilien vor, im Osten reicht das Verbreitungsgebiet bis zum Territorium des ehemaligen Jugoslawien. Die Französische Tamariske wächst an Küsten, Flussufern sowie steinigen Hängen von den Ebenen bis ins Hügelland. Sie gedeiht am besten auf feuchten, salz- oder gipshaltigen Böden an sonnigen Standorten. Ursprünglich kommt sie in Spanien, Frankreich und Italien vor. Sie ist in Großbritannien, in den Niederlanden und in den Vereinigten Staaten eingebürgert.